# (4916) Брумберг
(4916) Брумберг (лат. Brumberg) — типичный астероид главного пояса, открыт 10 августа 1970 года в Крымской астрофизической обсерватории и 18 августа 1997 года назван в честь советского, российского и американского астронома Виктора Брумберга.

## Обнаружение и именование
(4916) Брумберг
Открыт 10 августа 1970 года в Крымской астрофизической обсерватории.
Назван в честь сотрудника Института теоретической астрономии с 1958 по 1987 год и Института прикладной астрономии с 1988 года Виктора Александровича Брумберга (р. 1933). Его основные научные результаты связаны с аналитической и релятивистской небесной механикой (проблема трёх тел, общая планетарная теория, лунная теория, релятивистская редукция наблюдений, системы отсчёта и временные шкалы, а также релятивистские определения астрономических понятий и констант). Название предложено Институтом теоретической астрономии и Институтом прикладной астрономии.
Оригинальный текст (англ.)4916 Brumberg
Discovered 1970-08-10 by Crim. Astroph. Obs. at Nauchnyj.
Named in honor of Victor Aleksandrovich Brumberg (b. 1933), staff member at the Institute of Theoretical Astronomy from 1958 to 1987 and the Institute of Applied Astronomy since 1988. His main scientific results are related to analytical and relativistic celestial mechanics (the three-body problem, general planetary theory, lunar theory, relativistic reduction of observations, reference systems and time scales, and the relativistic definitions of astronomical concepts and constants). Name proposed by the Institute of Theoretical Astronomy and the Institute of Applied Astronomy.
Источники: DISCOVERY.DB; M.P.C. 30475.

## Орбита

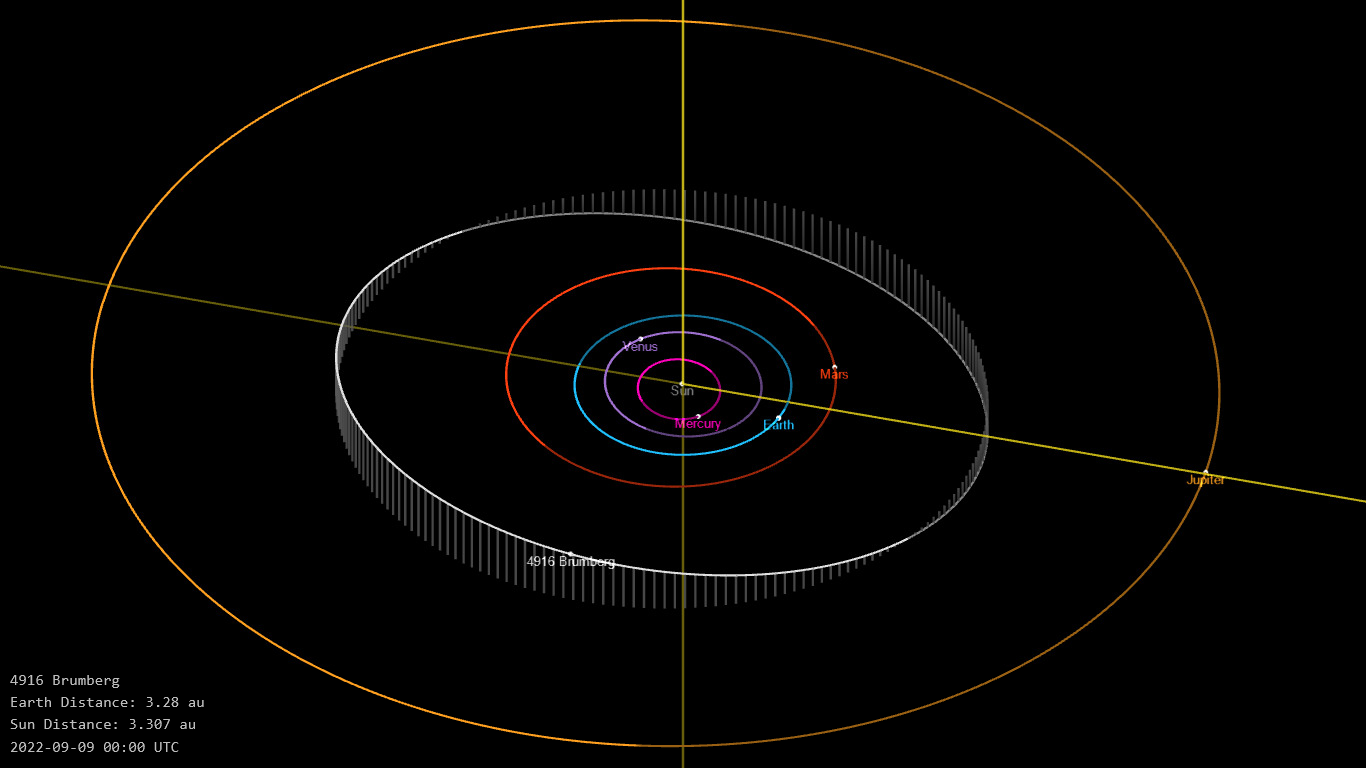
Орбита астероида Брумберг и его положение в Солнечной системе

## Физические характеристики
Астероид относится к таксономическому классу K.
По результатам наблюдений в видимом и ближнем инфракрасном диапазоне космического телескопа NEOWISE диаметр астероида сначала оценивался равным 16,903±0,104 км, позже — 16,507±0,347 км. Согласно тем же источникам альбедо оценивается как 0,1712±0,0193 и 0,178±0,030.